# Barão de Alvaiázere
Barão de Alvaiázere é um título nobiliárquico criado por D. João VI de Portugal, por Decreto de 6 de Fevereiro de 1818, em favor de Manuel Vieira da Silva Borges e Abreu.

## Barão de Alvaiázere (1818)

### Titulares
1. Manuel Vieira da Silva, 1.º Barão de Alvaiázere;
2. João Vieira da Silva de Vasconcelos Sousa e Almeida, 2.º Barão de Alvaiázere;
3. Miguel Portocarrero de Sotomaior Vieira da Silva de Vasconcelos Sousa e Almeida, 3.º Barão de Alvaiázere.

Após a Implantação da República Portuguesa, e com o fim do sistema nobiliárquico, usaram o título: 
1. Luís António Vieira de Magalhães e Vasconcelos, 4.º Barão de Alvaiázere;
2. Luís Miguel do Rego da Câmara de Magalhães Vieira e Vasconcelos, 5.º Barão de Alvaiázere.

### Armas
Um escudo esquartelado; no primeiro quartel as armas dos Vieiras — em campo vermelho seis vieiras de oiro, em duas palas, realçadas de preto; no segundo as dos Silvas — em campo de prata, um leão de purpura armado d’azul; no terceiro as dos Abreus — em campo vermelho, cinco côtos de aguia de oiro, direitos, em aspa; e no quarto quartel as dos Borges — em campo de sangue, um leão de oiro batalhante armado de preto, e uma bordadura de azul, semeada de dez flores de liz de oiro.